# Sincerità
Sincerità är debutalbumet av den italienska sångaren Arisa. Det gavs ut den 20 februari 2009 och innehåller 10 låtar.

## Låtlista
| Nr  | Titel                | Längd |
| --- | -------------------- | ----- |
| 1.  | Sincerità            | 3:18  |
| 2.  | Io Sono              | 3:31  |
| 3.  | La Mia Strana Verità | 3:24  |
| 4.  | Abbi Cura Di Te      | 3:58  |
| 5.  | Pensa Così           | 4:32  |
| 6.  | Piccola Rosa         | 4:11  |
| 7.  | Te Lo Volevo Dire    | 3:26  |
| 8.  | Com'è Facile         | 3:30  |
| 9.  | L'uomo Che Non C'è   | 3:16  |
| 10. | Buona Notte          | 3:52  |

## Listplaceringar
| Lista   | Topplacering |
| ------- | ------------ |
| Italien | 5            |
| Schweiz | 94           |